# Serieåret 2005

## Händelser

### Oktober
- 20 oktober - Dave Sim och Al Nickerson skriver kontrakt med DC Comics, vilket kommenteras av Sim,[1][2] på Internet. [Se även: Creator's Bill of Rights]

### Okänt datum
- Den svenska serietidningen Star Wars läggs ner.[3]

## Pristagare
- Adamsonstatyetten: David Nessle, Jim Borgman
- Unghunden: Johan Andreasson
- Urhunden för svenskt album: "Amatörernas afton" av Anneli Furmark
- Urhunden för översatt album: "Persepolis Del 1" av Marjane Satrapi (Iran/Frankrike)

## Utgivning
- Astro Boy 1-3
- Chobits 1-2 (minst)
- Demon Diary 1 (minst)
- Mästerdetektiven Conan 6-13 (minst)
- Neon Genesis Evangelion 3-4 (minst)
- Ragnarök 1-3 (minst)
- Ranma 1/2 15-23 (minst)
- Rebirth 1-2 (minst)
- Time Stranger Kyoko 1-3
- Tokyo Mew Mew 5-7

### Album
- Himlen faller ner över hans huvud (Asterix).[4]

## Avlidna
- 3 januari - Will Eisner, 87, amerikansk serieskapare.
- 4 februari - Nils Egerbrandt, 78, svensk serietecknare.
- 23 april - Romano Scarpa, 77, italiensk serietecknare.
- 27 maj - Max Lundgren, 68, svensk författare.
- 27 juli - Marten Toonder (född 1912), nederländsk serietecknare.

### Fotnoter
1. ↑  "DC Comics Fables contract (9 september 2005). Läst 10 juli 2010.
2. ↑  Spurgeon, Tom. "Go Read Dave Sims' DC Contract," The Comics Reporter (20 oktober 2005).].
3. ↑  ”Seriesamlarna”. http://www.seriesam.com/cgi-bin/guide?s=Star+Wars. Läst 11 mars 2011.
4. ↑  ”Tintin”. Arkiverad från originalet den 13 februari 2011. https://web.archive.org/web/20110213010603/http://www.asterix.com/books/albums/. Läst 12 mars 2011.